# شکرالله میرسعیدف
شکرالله میرسعیدف (انگلیسی: Shukrullo Mirsaidov; ۱۴ فوریهٔ ۱۹۳۹ – ۲ نوامبر ۲۰۱۲) سیاستمدار، و اقتصاددان اهل ازبکستان بود. وی از ۲۴ مارس ۱۹۹۰ تا ۱ نوامبر ۱۹۹۰ رئیس شورای وزیران ازبکستان بود.
شکرالله میرسعیدف در ۲ نوامبر ۲۰۱۲، در سن ۷۳ سالگی در تاشکند درگذشت.
وی همچنین برندهٔ جوایزی همچون نشان برجسته افتخار و نشان پرچم سرخ کار شده‌است.